# اوگلگورسک، استان آمور
اوگلگورسک (روسی: Углего́рск) از شهرک‌های استان آمور روسیه است. اوگلوگورسک در کنار رودخانه بولشایا پیورا که از شاخه‌های رود زیا است واقع شده‌است. این شهرک تا مرز چین ۱۱۰ کیلومتر فاصله دارد و فاصله آن از بلاگووشچنسک، مرکز استان، ۱۸۰ کیلومتراست. جمعیت اوگلگورسک ۵٬۸۹۲ است.